# Supercopa Internacional de 2023
A Supercopa Internacional de 2023 foi a segunda edição desta competição, uma partida anual de futebol disputada pelos vencedores do Trofeo de Campeones de la Liga Profesional e o melhor time na tabela agregada da Campeonato Argentino da temporada.
Como o River Plate foi o vencedor do Troféu dos Campeões de 2023 e o melhor time na tabela agregada da Primeira Divisão de 2023, a partida será disputada entre River Plate e Talleres (segundo melhor time na tabela agregada da Primeira Divisão de 2023).
A Supercopa Internacional de 2023 estava originalmente programada para ser disputada em Abu Dhabi, mas os organizadores do torneio, a AFA e o Conselho Esportivo de Abu Dhabi, cancelaram o acordo entre eles e a partida foi transferida para outro local. Em dezembro de 2024, foi anunciado que a AFA havia formado uma parceria com a empresa de mídia Torneos y Competencias para relançar a competição, com a edição de 2023 a ser realizada em 5 de março de 2025 no Estádio General Pablo Rojas em Assunção, Paraguai.
O Talleres derrotou o River Plate por 3 a 2 nos pênaltis e conquistou seu primeiro título quando o jogo terminou em 0 a 0 após a prorrogação.

## Participantes
- Nota: Negrito indica vencedores

| Clube       | Método de classificação                  | Participações anteriores |
| ----------- | ---------------------------------------- | ------------------------ |
| River Plate | Campeão do Trofeo de Campeones de 2023   | 0 (nenhuma)              |
| Talleres    | Vice-campeão da Primeira Divisão de 2023 | 0 (nenhuma)              |

## Partida

### Detalhes
| 5 de março de 2025 | River Plate | 0 – 0  | Talleres | Assunção                                                                      |  |
| 20:00 (UTC−3)      |             | Súmula |          | Estádio: Estádio General Pablo Rojas Árbitro: ARG Maximiliano Nicolás Ramírez |  |

|                                              |       | Penalidades                                           |  |
| Rojas Martínez Borja Montiel Colidio Lanzini | 2 – 3 | Reynoso Mosqueira Tarragona Ortegoza Bustos Benavídez |  |

## Premiação
| Supercopa Internacional de 2023 |
| ------------------------------- |
| TALLERES Campeão (1.º título)   |